# Leslie Boardman
Leslie Boardman (ur. 2 sierpnia 1889 w Sydney, zm. 23 listopada 1975 w Watsons Bay) – australijski pływak, uczestnik igrzysk olimpijskich w Sztokholmie, gdzie zdobył złoty medal w sztafecie 4 × 200 metrów stylem dowolnym dla reprezentacji Australazji, wspólnie z Malcolmem Championem, Haroldem Hardwickiem i Cecilem Healy.

## Wyniki olimpijskie
| Konkurencja                        | Eliminacje | Eliminacje           | Ćwierćfinały | Ćwierćfinały       | Półfinał        | Półfinał           | Finał           | Finał           | Miejsce |
| Konkurencja                        | Wynik      | Miejsce              | Wynik        | Miejsce            | Wynik           | Miejsce            | Wynik           | Miejsce         | Miejsce |
| ---------------------------------- | ---------- | -------------------- | ------------ | ------------------ | --------------- | ------------------ | --------------- | --------------- | ------- |
| 100 m stylem dowolnym              | 1:06,00    | 1. w swoim wyścigu Q | 1:05,40      | 4. w swoim wyścigu | → Nie awansował | → Nie awansował    | → Nie awansował | → Nie awansował |         |
| sztafeta 4 × 200 m stylem dowolnym |            |                      |              |                    | 10:14,00        | 1. w swoim biegu Q | 10:11,20        | 1.              |         |